# Il linguaggio classico dell'architettura
Il linguaggio classico dell'architettura è la compilazione scritta riportata dai sei programmi in radio curati da John Summerson, trattando sulle origini dell'architettura classica e sui movimenti che generò, attraverso l'antichità, il rinascimento, il manierismo, il barocco, il neoclassicismo, ed i periodi georgiani. Una discussione sulle regole e sugli elementi e i termini classici degli ordini, sull'armonia architettonica e sulla progettazione, e tutto quanto vi è correlato.

## Edizioni
- (EN) John Summerson, The Classical Language of Architecture, 2ª ed., Boston, MIT Press, 1966  [1963], ISBN 0-262-69012-8.
- John Summerson, Il linguaggio classico dell'architettura, traduzione di Livia Moscone Bargilli, Torino, Einaudi, 2000  [1971], ISBN 88-06-15452-4.